# Helios Mariahilf Klinik Hamburg

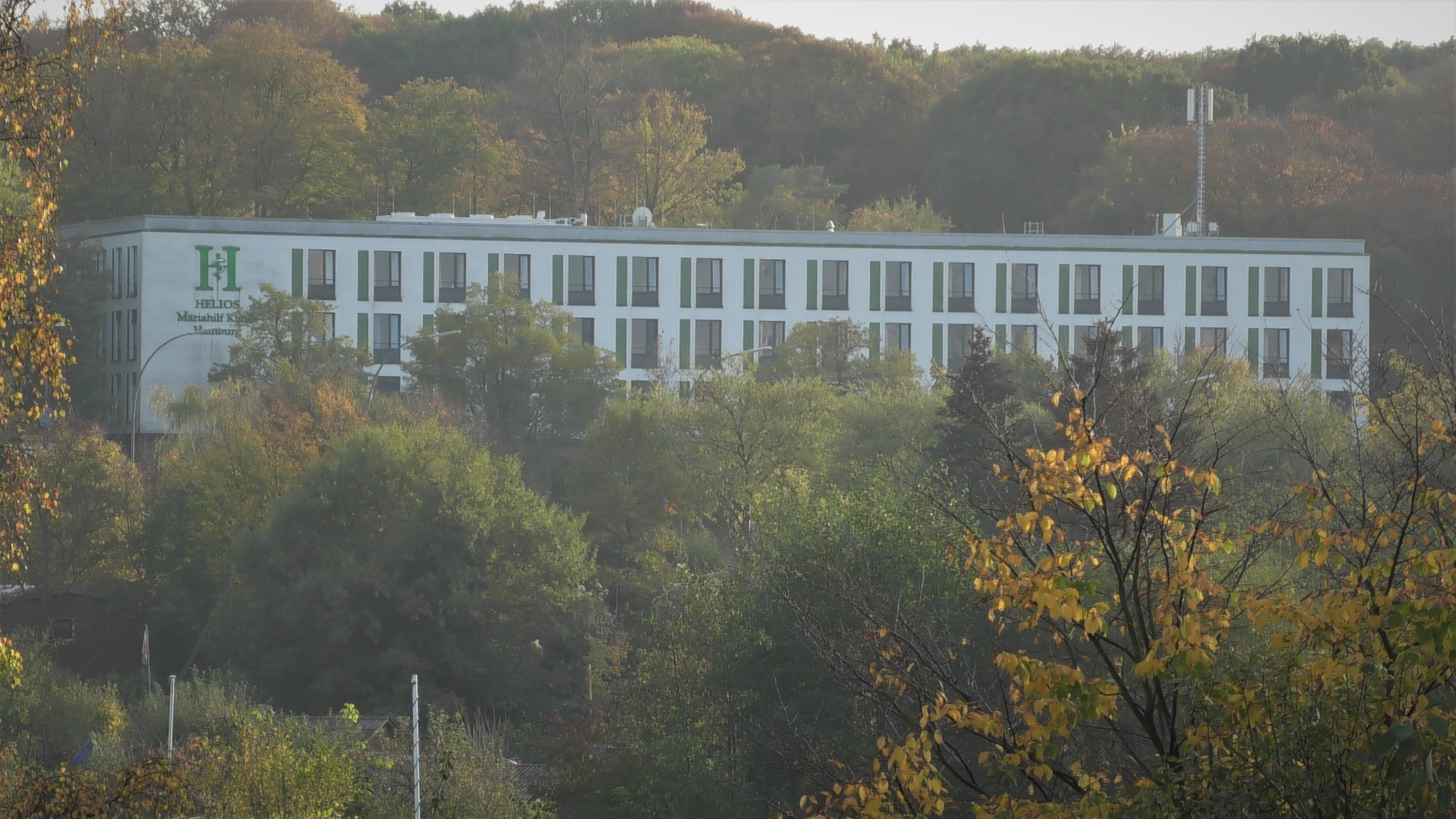
Helios Krankenhaus Mariahilf Klinik in Hamburg-Heimfeld

Die Helios Mariahilf Klinik Hamburg ist ein Krankenhaus der Grund- und Regelversorgung im Hamburger Süden, im Stadtteil Heimfeld. Sie gehört zu der Helios Kliniken Gruppe und ist spezialisiert auf Versorgung von Frauen und Kindern im Süderelberaum – sie ist die einzige Geburtsklinik südlich der Elbe. Die Klinik hat rund 400 Mitarbeiter und besitzt 183 Betten. Die Helios Mariahilf Klinik Hamburg ist ein Akademisches Lehrkrankenhaus der Universität Hamburg.

## Geschichte
Am 22. Mai 1900 wurde das Mariahilf Krankenhaus von Pastor Johannes Meyer mit den Ordensschwestern Beda, Valeria, Calixta und Jacoba gegründet. Obwohl Norddeutschland zu diesem Zeitpunkt protestantisch geprägt ist, wuchs zeitgleich die katholische Gemeinde südlich der Elbe durch den Ausbau des Hamburger Hafens.
Dem großen Engagement der Barmherzigen Schwestern ist es zu verdanken, dass das Krankenhaus sehr schnell wuchs und sich entwickelte. 1906 wurde ein Schulgebäude erworben und bis 1914 kamen weitere Nachbarhäuser hinzu.
Während des Ersten Weltkrieges wurde Mariahilf zu einem Lazarett umfunktioniert. Die Wiederaufnahme des regulären Krankenhausbetriebes erfolgte direkt nach Kriegsende. Bereits in den 1920er Jahren konnte das Haus um eine Chirurgische, eine Innere und eine Kinderabteilung erweitert werden.
Zur Zeit des Nationalsozialismus geriet das Haus erneut in Schwierigkeiten, da kirchliche Einrichtungen keinen hohen Stellenwert hatten.
Im Jahre 1946 konnte das Mariahilf die Villa des Hamburger Fabrikanten H.C.Meyer erwerben. Das Gebäude lag inmitten eines malerischen Parks, musste jedoch auf die neuen Anforderungen angepasst werden. Ab 1948 wurde das neue Gebäude um einen Operationssaal, ein Labor, eine Röntgeneinheit, Behandlungs- und Wirtschaftsräume sowie mehrere Krankenstationen erweitert.
Am 13. Juni 1959 wurde ein neues siebenstöckiges Bettenhaus eingeweiht um den steigenden Patientenzahlen, gerade im Bereich der Geburten, gerecht zu werden.
Im Jahre 1979 wurden die Kapazitäten noch ein weiteres Mal erweitert. Die Kinderstation erhielt 18 neue Betten durch den Bau eines Pavillons.
2007 wurde das Mariahilf Krankenhaus durch die Helios Kliniken Gruppe übernommen. Bereits nach wenigen Jahren entschied sich der neue Träger für einen Klinikneubau direkt an der Stader Straße, um zukünftig den modernsten medizinischen Standards gerecht zu werden.
Der Umzug in den Neubau erfolgte im Juni 2015. Heute sind hier insgesamt zehn Fachabteilungen vertreten, die Patienten in 183 Planbetten versorgen.

## Neubau
Im April 2013 begannen die Bauarbeiten für den geplanten Neubau direkt an der Stader Straße. Hierfür wurde zunächst das ehemalige Schwesternwohnheim abgerissen, um Platz zu machen für ein 75 Meter langes und etwa 45 Meter breites Niedrigenergiehaus mit fünf Ebenen. Die Kosten für den Bau lagen bei 42 Millionen Euro, davon stellte die Hamburger Behörde für Gesundheit und Verbraucherschutz eine Fördersumme von 20 Millionen zur Verfügung. Die übrigen Investitionskosten wurden durch Helios getragen.
Der Klinikneubau ersetzt seit dem 26. Mai 2015 das in die Jahre gekommene Bettenhaus, um die qualitative Versorgung der Patienten zu gewährleisten. Seit dem 1. Juni 2015 findet nun die komplette medizinische Versorgung im Neubau statt.

## Fachbereiche
Das Leistungsspektrum der Helios Mariahilf Klinik Hamburg umfasst insgesamt zehn Fachbereiche. Das Frau-Mutter-Kind-Zentrum bildet den Schwerpunkt der Klinik.
- Allgemein- und Viszeralchirurgie
- Anästhesiologie und Intensivmedizin
- Diagnostische und Interventionelle Radiologie
- Gastroenterologie und Allgemeine Innere Medizin
- Geburtshilfe und Pränatalmedizin
- Gynäkologie
- Kardiologie und Internistische Intensivmedizin
- Kinder- und Jugendmedizin
- Kinderchirurgie
- Unfallchirurgie und orthopädische Chirurgie

## Zentren
Die einzelnen Fachbereiche der Klinik arbeiten in interdisziplinären Zentren gemeinsam an der bestmöglichen Versorgung der Patienten:
- Brustzentrum
- EndoProthetikZentrum
- Traumazentrum
- Herzzentrum Süderelbe
- Perinatalzentrum Level II

## Funktionsbereiche
Innerhalb der vier Funktionsbereiche stehen der Klinik alle technischen Gegebenheiten für eine umfassende Diagnostik zur Verfügung:
- Endoskopie
- Herzkatheter-Labor
- Radiologie
- Lungenfunktion

## Neuordnung der Geburten- und Notfallversorgung
Basierend auf einem gemeinsamen Beschluss der Hamburger Behörde für Gesundheit und Verbraucherschutz sowie dem Asklepios Klinikum Harburg (AKH) und der Helios Mariahilf Klinik Hamburg fand im Jahr 2017 eine Neuordnung- der Geburten- und Notfallversorgung im Raum Süderelbe statt.
Seit dem 1. Januar 2017 ist die Helios Mariahilf Klinik Hamburg demnach die einzige Geburtsklinik südlich der Elbe – die Gynäkologie und Geburtshilfe am AKH wurde gleichzeitig geschlossen. Die gynäkologische Versorgung übernimmt die Helios Mariahilf Klinik Hamburg seit dem 1. April 2017.
Seit dem 1. Juli 2017 konzentriert sich die Notaufnahme der Helios Mariahilf Klinik Hamburg auf ihren bestehenden Schwerpunkt, also die Versorgung von Kindern und Frauen mit gynäkologischen Beschwerden. Die darüber hinaus gehende Notfallversorgung findet seitdem am AKH statt.